# 444 a.C.

## Eventos
- 84a olimpíada: Crissão de Hímera, vencedor do estádio, pela segunda vez. Ele também venceu na 83a e na 85a olimpíadas.[1]
- Aulo Semprônio Atratino, Tito Clélio Sículo e Lúcio Atílio Lusco foram os três primeiros tribunos consulares de Roma, mas tiveram que renunciar com apenas três meses de mandato, pois sua eleição foi considerada irregular.
- Tito Quíncio Capitolino Barbato, o inter-rei, nomeou cônsules Lúcio Papírio Mugilano e Lúcio Semprônio Atratino pelo resto do ano.